# Apanteles phoebe
Apanteles phoebe är en stekelart som beskrevs av Nixon 1965. Apanteles phoebe ingår i släktet Apanteles och familjen bracksteklar. Inga underarter finns listade i Catalogue of Life.